# Barydesmus pococki
Barydesmus pococki är en mångfotingart som först beskrevs av Henri W. Brölemann 1905.  Barydesmus pococki ingår i släktet Barydesmus och familjen Platyrhacidae. Inga underarter finns listade i Catalogue of Life.